# Mistrzostwa Świata w Piłce Nożnej 2030
Ten artykuł dotyczy przyszłego wydarzenia sportowego. Informacje w nim zawarte zmienią się w przyszłości.
Mistrzostwa Świata w Piłce Nożnej 2030 odbędą się w Hiszpanii, Maroku i Portugalii w 2030 roku. Poza tym trzy pierwsze mecze zostaną zorganizowane w Urugwaju, Argentynie i Paragwaju. Będzie to pierwszy turniej mistrzostw świata, który zostanie zorganizowany w sześciu państwach na trzech kontynentach. Na turnieju wystąpi 48 reprezentacji, tak jak na poprzednim mundialu.

## Wybór gospodarza
Procedura przetargowa rozpoczęła się w 2022 roku. Ofert nie mogły składać kraje członkowskie AFC i CONCACAF, ponieważ odbyły się tam mistrzostwa świata w 2022 i 2026 roku.
W październiku 2023 roku FIFA ogłosiła że na organizację Mistrzostw Świata 2030 wybrano jednomyślnie kandydaturę Hiszpanii, Maroka i Portugalii, jednak trzy pierwsze mecze turnieju odbędą się w Ameryce Południowej. Według FIFA organizacja mundialu w taki sposób zjednoczy świat. Mecz otwarcia odbędzie się na historycznym stadionie pierwszych mistrzostw, Estadio Centenario w Montevideo.

## Format rozgrywek
Format rozgrywek nie został jeszcze oficjalnie potwierdzony. Będzie to prawdopodobnie ten sam format, jak w 2026 roku, czyli 12 grup po 4 drużyny. Łącznie 48 drużyn.

## Uczestnicy

### Zakwalifikowane drużyny
Wszyscy gospodarze, czyli Hiszpania, Maroko, Portugalia, Urugwaj, Argentyna i Paragwaj mają zapewnione uczestnictwo w turnieju.
Uwaga! Dane o wcześniejszych występach nie uwzględniają jeszcze Mistrzostw Świata 2026.
| Drużyna    | Grupa kwalifikacyjna | Strefa kwalifikacyjna | Liczba występów do tej pory                                                                                     | Najlepszy wynik (stan na 2022) | Wynik |
| ---------- | -------------------- | --------------------- | --- | ------------------------------ | ----- |
| Hiszpania  | gospodarz            | UEFA                  | 16 (1934, 1950, 1962, 1966, 1978, 1982, 1986, 1990, 1994, 1998, 2002, 2006, 2010, 2014, 2018, 2022)             | Mistrzostwo (2010)             |       |
| Maroko     | gospodarz            | CAF                   | 6 (1970, 1986, 1994, 1998, 2018, 2022)                                                                          | 4. miejsce (2022)              |       |
| Portugalia | gospodarz            | UEFA                  | 8 (1966, 1986, 2002, 2006, 2010, 2014, 2018, 2022)                                                              | 3. miejsce (1966)              |       |
| Urugwaj    | gospodarz            | CONMEBOL              | 14 (1930, 1950, 1954, 1962, 1966, 1970, 1974, 1986, 1990, 2002, 2010, 2014, 2018, 2022)                         | Mistrzostwo (1930, 1950)       |       |
| Argentyna  | gospodarz            | CONMEBOL              | 18 (1930, 1934, 1958, 1962, 1966, 1974, 1978, 1982, 1986, 1990, 1994, 1998, 2002, 2006, 2010, 2014, 2018, 2022) | Mistrzostwo (1978, 1986, 2022) |       |
| Paragwaj   | gospodarz            | CONMEBOL              | 8 (1930, 1950, 1958, 1986, 1998, 2002, 2006, 2010)                                                              | Ćwierćfinał (2010)             |       |

## Miasta i stadiony
31 lipca 2024 r. kraje oficjalnie złożyły do FIFA listę 20 stadionów - 6 w Maroku, 3 w Portugalii i 11 w Hiszpanii. W tym samym dniu Argentyna, Paragwaj i Urugwaj złożyły listę stadionów w ramach meczów z okazji 100-lecia turnieju. Finał turnieju ma się odbyć na Estadio Santiago Bernabéu.
| Madryt                            | Madryt                                                           | Barcelona                                                        | Barcelona                   | Sewilla                                                                |
| --------------------------------- | ---------------------------------------------------------------- | ---------------------------------------------------------------- | --------------------------- | ---------------------------------------------------------------------- |
| Estadio Santiago Bernabéu         | Estadio Metropolitano                                            | Camp Nou                                                         | RCDE Stadium                | Estadio La Cartuja                                                     |
| Pojemność: 80,000                 | Pojemność: 70,460                                                | Pojemność: 105 000                                               | Pojemność: 40 000           | Pojemność: 75,000                                                      |
|                                   |                                                                  |                                                                  |                             |                                                                        |
| San Sebastián                     | MadrytBarcelonaSewillaBilbaoSan SebastiánMalagaA CoruñaSaragossa | MadrytBarcelonaSewillaBilbaoSan SebastiánMalagaA CoruñaSaragossa | PortoLizbona                | Bilbao                                                                 |
| Estadio Anoeta                    | MadrytBarcelonaSewillaBilbaoSan SebastiánMalagaA CoruñaSaragossa | MadrytBarcelonaSewillaBilbaoSan SebastiánMalagaA CoruñaSaragossa | PortoLizbona                | San Mamés                                                              |
| Pojemność: 40 000                 | MadrytBarcelonaSewillaBilbaoSan SebastiánMalagaA CoruñaSaragossa | MadrytBarcelonaSewillaBilbaoSan SebastiánMalagaA CoruñaSaragossa | PortoLizbona                | Pojemność: 53 331                                                      |
|                                   | MadrytBarcelonaSewillaBilbaoSan SebastiánMalagaA CoruñaSaragossa | MadrytBarcelonaSewillaBilbaoSan SebastiánMalagaA CoruñaSaragossa | PortoLizbona                |                                                                        |
| Malaga                            | MadrytBarcelonaSewillaBilbaoSan SebastiánMalagaA CoruñaSaragossa | MadrytBarcelonaSewillaBilbaoSan SebastiánMalagaA CoruñaSaragossa | PortoLizbona                | A Coruña                                                               |
| Estadio La Rosaleda (remont)      | MadrytBarcelonaSewillaBilbaoSan SebastiánMalagaA CoruñaSaragossa | MadrytBarcelonaSewillaBilbaoSan SebastiánMalagaA CoruñaSaragossa | PortoLizbona                | Estadio Municipal de Riazor                                            |
| Pojemność: 45 000                 | MadrytBarcelonaSewillaBilbaoSan SebastiánMalagaA CoruñaSaragossa | MadrytBarcelonaSewillaBilbaoSan SebastiánMalagaA CoruñaSaragossa | PortoLizbona                | Pojemność: 48 000                                                      |
|                                   | CasablancaRabatTangerAgadirMarrakeszFez                          |                                                                  | PortoLizbona                |                                                                        |
| Saragossa                         | MontevideoBuenos AiresLuque                                      | Las Palmas                                                       |                             |                                                                        |
| La Romareda (remont)              | MontevideoBuenos AiresLuque                                      | Estadio Gran Canaria (remont)                                    |                             |                                                                        |
| Pojemność: 42 500                 | MontevideoBuenos AiresLuque                                      | Pojemność: 44 462                                                |                             |                                                                        |
|                                   | MontevideoBuenos AiresLuque                                      |                                                                  |                             |                                                                        |
| Casablanca                        | MontevideoBuenos AiresLuque                                      | Porto                                                            |                             |                                                                        |
| Grand Stade Hassan II (planowany) | MontevideoBuenos AiresLuque                                      | Estádio do Dragão                                                |                             |                                                                        |
| Pojemność: 115 000                | MontevideoBuenos AiresLuque                                      | Pojemność: 50 033                                                |                             |                                                                        |
|                                   | MontevideoBuenos AiresLuque                                      |                                                                  |                             |                                                                        |
| Rabat                             | Agadir                                                           | Marrakesz                                                        | Lizbona                     | Lizbona                                                                |
| Stade Moulay Abdallah (remont)    | Stade d’Agadir (remont)                                          | Stade de Marrakech (remont)                                      | Estádio da Luz              | Estádio José Alvalade                                                  |
| Pojemność: 68,700                 | Pojemność: 46,000                                                | Pojemność: 45 240                                                | Pojemność: 64 642           | Pojemność: 50 065                                                      |
|                                   |                                                                  |                                                                  |                             |                                                                        |
| Fez                               | Tanger                                                           | Montevideo                                                       | Buenos Aires                | Asunción                                                               |
| Complexe sportif de Fès (remont)  | Stade Ibn Batouta (remont)                                       | Estadio Centenario (remont)                                      | Estadio Monumental (remont) | Estadio Defensores del Chaco (remont) lub Estadio Conmebol (planowany) |
| Pojemność: 55,800                 | Pojemność: 75 600                                                | Pojemność: 62,782                                                | Pojemność: 81 000           | Pojemność: 41,186 lub 47,128                                           |
|                                   |                                                                  |                                                                  |                             |                                                                        |